# Otira summa
Otira summa är en spindelart som beskrevs av Davies 1986. Otira summa ingår i släktet Otira och familjen mörkerspindlar.
Artens utbredningsområde är Queensland. Inga underarter finns listade i Catalogue of Life.